# Silentvalleya nairii
Silentvalleya nairii är en gräsart som beskrevs av V.J.Nair, Sreek., Vajr. och Bhargavan. Silentvalleya nairii ingår i släktet Silentvalleya och familjen gräs. Inga underarter finns listade i Catalogue of Life.